# Tipula (Yamatotipula) brevifurcata
Tipula (Yamatotipula) brevifurcata is een tweevleugelige uit de familie langpootmuggen (Tipulidae). De soort komt voor in het Nearctisch gebied.